# Planaltino
Planaltino is een gemeente in de Braziliaanse deelstaat Bahia. De gemeente telt 8.880 inwoners (schatting 2009).

## Aangrenzende gemeenten
De gemeente grenst aan Iaçu, Irajuba, Itiruçu, Jaguaquara, Lajedo do Tabocal, Maracás, Marcionílio Souza en Nova Itarana.